# Orón
Orón es una de las 6 pedanías de la localidad burgalesa de Miranda de Ebro. En sus alrededores se ubica el Hospital Comarcal Santiago Apóstol.

## Geografía

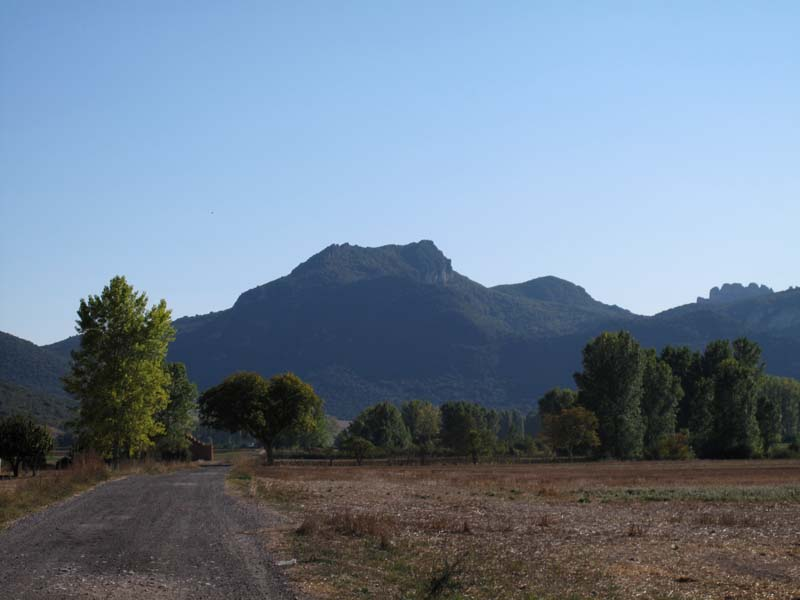
Montes Obarenes y riscos de Cellorigo desde Orón.

Situado al noroeste de la provincia, está a 3 km de Miranda de Ebro, municipio al que pertenece. Linda con Valverde de Miranda, Bujedo y Ayuelas. Está conectado directamente con la carretera N-I, a la altura de la carretera BU-730, primera vía de acceso a Miranda llegando desde Burgos.
El pueblo se ubica a los pies de los Montes Obarenes, disponiendo de una privilegiada vista de los montes de La Paul y Cellorigo, este último ya en La Rioja, y siendo uno de los accesos naturales a estos. Én el mismo Orón nace la carretera BU-731-2, que termina llegando hasta la localidad riojana de Foncea.4

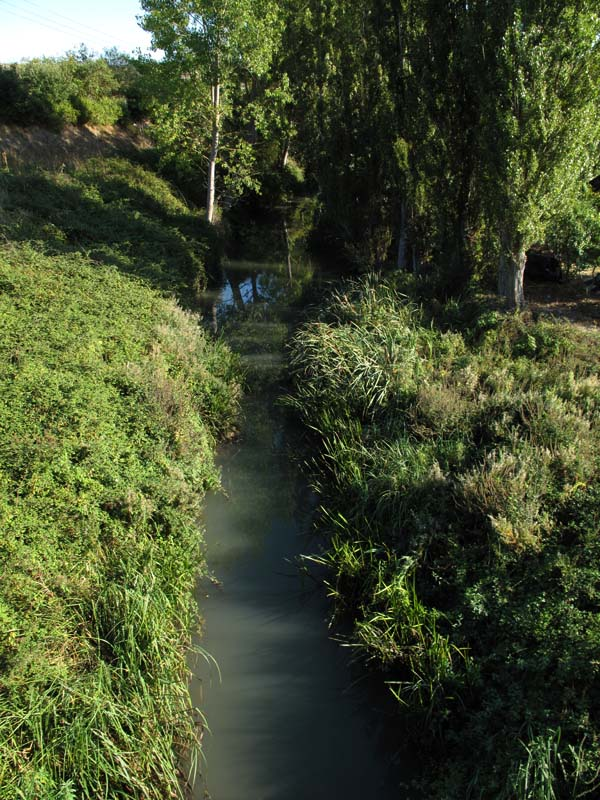
Río Oroncillo desde el puente de Orón.

Está bañado por el río Oroncillo, que naciendo en la Bureba y pasando por los pueblos de Pancorbo, Ameyugo, Bugedo y Valverde de Miranda, desemboca en el río Ebro cerca de Miranda.
La vía de Bayona del Camino de Santiago atraviesa la localidad.

## Demografía
| Gráfica de evolución demográfica de Orón entre 1842 y 1960 |
| |
| Población de derecho según los censos de población del INE Población de hecho según los censos de población del INEEntre el censo de 1960 y el anterior, este municipio desaparece porque se integra en el municipio Miranda de Ebro. |

Evolución de la población
| Gráfica de evolución demográfica de Orón entre 2000 y 2017         |
|                                                                    |
| Población de derecho (2000-2017) según el padrón municipal del INE |

## Historia
Los primeros datos de Orón se remontan al año 816, cuando una coalición de fuerzas cristianas fue derrotada por generales del emir cordobés al-Hakam I. En 873, el conde Diego Porcelos inicia la Reconquista desde tierras alavesas.[cita requerida] Este conde sucede a su padre Rodrigo y bajo mandato de Alfonso III se aventura a reconquistar estas tierras bajando desde el norte por Gorbea para llegar a las márgenes del río Arlanzón y encontrando curiosamente a la antigua población de Áurea Patricia donde más tarde sería enterrado.[cita requerida]
Avanzando en los tiempos, es obligado comentar y destacar parte de historia que le corresponde a esta población en los tiempos de 1090 hacia los meses de abril y mayo, cuando el Conde Berenguer (Conde de Barcelona), el rey Mostain de Zaragoza y el rey leonés el "Emperador" Alfonso VI y cuyo apartado estudiado en "El Cid Campeador" por el insigne Menéndez Pidal, queda reflejado, en el estudio del Fuero de Miranda por Francisco Cantera Burgos y dice así: " Pero Berenguer no se sentía aún satisfecho; quería que el emperador (Alfonso VI) entrase en coalición contra el Cid.
Berenguer y Mostain se fueron a entrevistar con Alfonso en Orón (a media legua de Miranda de Ebro, en el condado de García Ordóñez) Pero el emperador desconfió de las balondronadas del conde barcelonés y no accedió a sus ruegos; de modo que Berenguer y Mostain se volvieron desairados." Todo ello en contra del épico héroe castellano "Rudoríco Díaz de Vivar" Rodrigo Díaz de Vivar.
Como fracasó de tal entrevista el Cid, vuelve espuelas des tierras de Valencia y en 1092 al frente de un ejército de moros amigo y cristianos pasa a cuchillo a sangre y fuego las poblaciones de Alfaro, Alberite y Logroño, volviéndose luego a Zaragoza a pedir explicaciones al antiguo amigo Mostain y sin poder guerrear contra su más fiel enemigo García Ordóñez principal hostigador en todo momento de la vida del Cid. Hay que recordar que tanto Orón como Miranda pertenecía a dicho conde y bien se puede sospechar que en aquel momento estas dos poblaciones, estuvieran en el pensamiento de Rodrigo Díaz de Vivar.
Se da por entendido que desplazarse en aquel dedicado momento para la cristiandad, tan regios señores y haciéndose desplazar a sus mesnadas y equipos diplomáticos no era usual y solo ocurría en casos muy contados como reunión de Cortes o hechos de conquista determinada y teniendo en cuenta que los que hoy eran amigos, en cualquier momento luchaban entre sí por la más pequeña diferencia.
Nos encontramos ante unas poblaciones que por su cercanía recordamos como Cellorigo, Santa Gadea, Obarenes hasta Pancorbo plaza amurallada y fortificada y que marca frontera y límite de estas avanzadillas, quedando Orón libre del yugo de los moros.
En el Censo de Vecindarios de la Corona de Castilla realizado en 1591 estaba incluida en la provincia de Burgos siendo uno de los  Concejos de Miranda que contaban en su conjunto con 303 vecinos pecheros.
Un momento importante para la población es cuando se la nombra villa en 1742, tras un proceso que comenzó en 1598, en Real Privilegio de Villazgo y recordado en el pleito de separación de las villas de Orón y Valverde en 1795, y más tarde un largo contencioso, logra la separación definitiva y cese de la alternancia anual de estas parroquias de los obispados de Calahorra y Burgos.
Otros episodios en los que destaca la historia de Orón son cuando la guerra de la Independencia contra los franceses y que entre sus muros acuartelaban parte de las fuerzas de caballería españolas y que hubieran tenido que partir a la defensa de Miranda cuando después de la pérdida Vitoria y reunidas una gran concentración de tropas francesas pretendían avanzar estas plazas, bombardeándolas desde el monte de las Brujas con los numerosos cañones y tan solo unos 300 armados defensores de Miranda y Orón, o pesar de los pocos refuerzos recibidos de Logroño, Pancorbo y aldeas adyacentes.
Por suerte este mismo día se firmó la paz salvándose de la masacre poblaciones y ciudadanos dada la cercanía de Miranda y Orón, a ésta siempre le ha correspondido la función de acuartelamiento de ejércitos, dado el trazado y composición de la gran plaza de esta villa de Orón, idónea para formar tropas y alinear debidamente a los soldados y en este caso a las tropas italianas durante la sangrienta guerra civil española, donde estuvieron durante la campaña y como recuerdo de quedaron, algunos arreglos de aceras y casas, realizadas con sus manos, en los ratos libres que les quedaban.
Así se describe a Orón en el tomo XII del Diccionario geográfico-estadístico-histórico de España y sus posesiones de Ultramar, obra impulsada por Pascual Madoz a mediados del siglo XIX:

Villa con ayuntamiento en la provincia, diócesis, audiencia territorial y capitanía general de Burgos (13 ½ leguas), partido judicial de Miranda de Ebro (1/2). Situada en figura de anfiteatro a la margen izquierda del río Oroncillo; el clima es templado, reina principalmente el viento N, y las enfermedades más frecuentes son las pulmonías y tercianas. Tiene 60 casas; 1 fuente dentro de la población y algunas en el término, y casa de ayuntamiento, que sirve también de cárcel, y local para la escuela; a ésta concurren 15 niños y 17 niñas, bajo la dirección de un maestro dotado con 28 fanegas de trigo. Hay una iglesia parroquial (San Esteban), aneja de las parroquias unidas de Miranda, y servida por un cura, un medio racionero sacristán. Confina el término N y E Miranda; S Valverde, y O Bugedo y Ayuelas; comprende el despoblado de Carraleo. La mayor parte del terreno es llano y de mediana calidad; en él se ve un monte conocido con el nombre de Enteña, poblado de encinas y robles, y en el mismo se hallan también varias canteras de piedra. Baña la jurisdicción el citado río que nace de las fuentes de Pancorbo y va a desaguar en el Ebro por la Nave; sobre él existe un puente de dos arcos, por el que pasa la carretera de Madrid a Francia. Caminos: además de esta carretera que cruza junto al pueblo, hay otro de herradura que dirige de Valdegovía a Rioja. La correspondencia se recibe de la capital del partido por el valijero de Foncea. Producciones: trigo, cebada, centeno, avena, patatas, maíz, vino y legumbres; ganado lanar, vacuno, mular y de cerda; caza de perdices y codornices, y pesca de truchas, barbos y anguilas. Industria: la agrícola y un molino harinero. Población: 58 vecinos, 221 almas. Capital productivo: 72.000 reales. Imponible: 2.842. Contribución: 8.594 reales 4 maravedíes. El presupuesto municipal asciende a 1.100 reales, que se cubren las ¾ partes con los productos de propios y lo restante por reparto vecinal.
Diccionario geográfico-estadístico-histórico de España y sus posesiones de Ultramar

## Toponimia
Pero vamos a comentar el nombre de Orón. Encontramos este vocablo en el diccionario latino como "aurum" acercando a la terminología "oro", "dorado" y es muy posible que este derive del griego "ópo~ o ápóww", para el uso de aceptaciones sacras, políticas, designación de templos; la designación de pueblos, no atribuye a este término. Curiosamente en los estudios de "La judería de Miranda de Ebro" por Francisco Cantera Burgos, encontramos el nombre de UARON, y que destacamos por su contenido en el parecido fonético.
En el "Diccionario onomástico y heráldico vasco" de Jaime de Querexeta, encontramos Orón y nos dice que es un apellido alavés y que existe un homónimo en Antequera (Málaga). Se deriva esta voz de "oro" con el sufijo locativo -on (sitio de), para L.M. se trata de "lugar de arenas" de oro y de arena y el sufijo locativo -on; o enebral. Comenta como otras variantes Orona a su vez variante de Urena, Orena, Oruna, Olona, a derivación de Orón con el artículo "a".
Esta terminología, asienta base para otros apellidos del País Vasco, como Orondiriz en Navarra en el siglo XV y sus variantes Orondriz y Olondriz. Otros como Orondo en Itsasu (Lapurdi o Labort) y Navarra con sus varios derivados y otros apellidos y lugares, distribuidos por la geografía vasca, no hace pensar en que decididamente este vocablo de Orón desciende, como muchas otras de la lengua vasca. Otra etimología posible, también euskérica, sería teniendo en cuenta el nombre Oro (lugar elevado, altura) + -on/un(e) (lugar), es decir, "lugar (en) alto" o "lugar elevado". Con este significado tenemos el promontorio donde se ubica el Santuario de Oro, en Álava, o los pueblos navarros de Salinas de Oro y Orokieta ("lugar de alturas"). 
A pesar de las dudas que nos puedan quedar y hasta que en algún momento aparezcan, algún documento, piedra o signo que nos pueda dar más luz a este nombre, bien podemos dar por asentado el nombre de Orón que instancias de gramáticas de cada época nos parece como "Horón" en algunos documentos estudiados.
También es cierto que la traducción de "oro", tanto aparece en unas como en otras, al igual que avena, lo que nos hace pensar que esta zona bien podría haber tenido algo que ver con yacimientos, fundiciones de oro o similares o bien dada la riqueza de su suelo, haber tenido desde siempre gran cantidad y calidad de algunos cereales algo que hay todavía es muy visible.

## Patrimonio arquitectónico

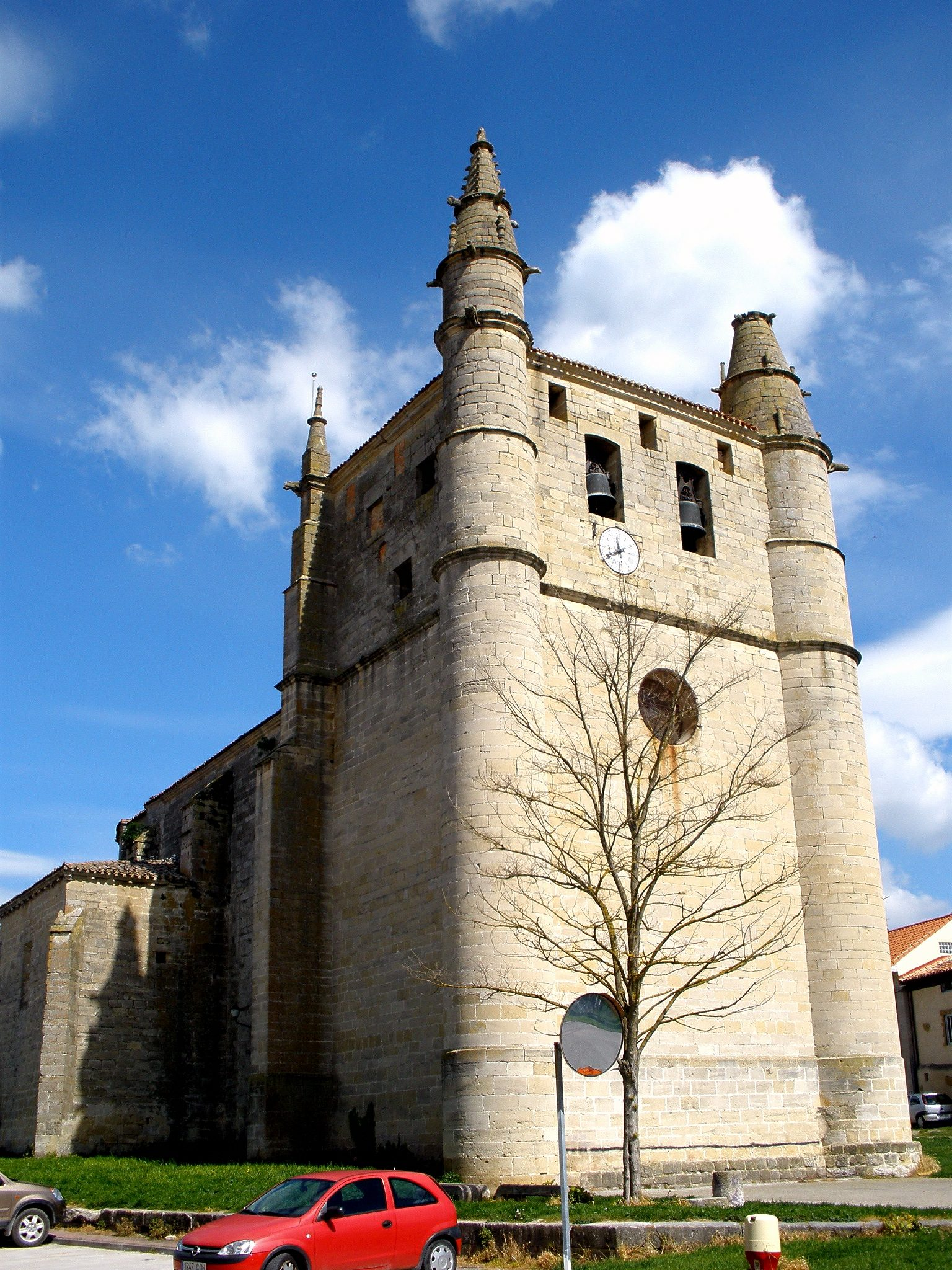
Iglesia parroquial de San Esteban.

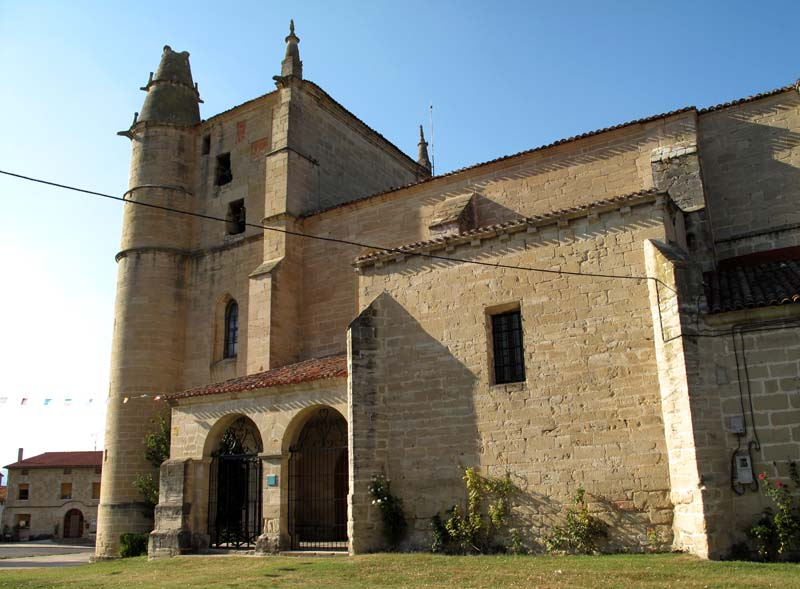
Ala sur y acceso de la iglesia de San Esteban de Orón.

- Iglesia parroquial de San Esteban, de mediados del siglo XVI, es de planta de salón. En ella trabajó el cantero Martín de Ibarguren, destacan su retablo mayor y dos capillas laterales pertenecientes a la familia del Cardenal Martínez de Ternero y Salamanca, estudiada ampliamente por Carlos Díez Javiz y Jesús Ángel Sáez Redondo con el título "Arquitectura y exorno artístico de la iglesia parroquial de San Esteban de Orón" publicado en el Boletín Fernán González 1995 / 2. Todavía quedan restos de lo que fue una cruz de piedra (crucero) que estaba situada por la parte del campanario con sus altísimas torres y pared, hoy usado como frontón del juego de la pelota. Esta parroquia es declarada bien de interés cultural, con categoría de monumento, por decreto por el Consejo de Gobierno de la Junta de Castilla y León en el año 1992.

- Hospital de peregrinos, que ya figuraba con su orden religiosa de Santa Magdalena en escrito de Burgos a 15 de noviembre de 1576 y que fue copiado en Orón el 9-3 -882 siendo alcalde D. Juan Martínez y secretario accidental D. José Olano, dictando normas muy claras y concisas en cuanto a su uso, propios de la época. También se cataloga en las Respuestas Generales del Marqués de Ensenada.

- Puente medieval, antiguo camino real entre Madrid y Francia. Posiblemente realizado a la vez que el primero que tuvo Miranda dado su forma y trazado.

- Palacio del Cardenal Juan Martínez de Ternero. Se conserva en bastante buen uso, con un discreto pero artístico escudo heráldico familiar.

- Monasterio Jesús-María.

- Molino.

Junto al camino hacia Bujedo a la iglesia y hacia el río Oroncillo, destacan varias casas con puertas de medio plinto, hoy transformadas y reducidas a puertas de uso más corriente y con tallas de bolas, rosetones y en una de ellas un escudo heráldico muy simple pero que ha sido difícil de encontrar la procedencia, ya que no coincide con los datos de sus antiguos y actuales pobladores.

## Hospital comarcal
Hoy a Orón, se le presenta un futuro bastante halagüeño por cuanto al estar cerca de la principal ciudad de Miranda de Ebro, y debido a sus claros aires y a la cercanía de montañas muy frescas, se está produciendo un fenómeno de convivencia como fincas de recreo y casas de residencia habitual, perfectamente compatibles con la población existente entre ambas villas, además de tener en sus términos el actual Hospital Comarcal Santiago Apóstol, siendo en la actualidad, realizado un amplio paseo desde Miranda hasta dicho recinto y siendo atendido por una línea de autobuses que cumple perfectamente las necesidades de acercamiento hasta dicho recinto. Hace poco tiempo, fue inaugurado el nuevo convento de las Madres Agustinas Recoletas, por traslado del antiguo situado en la calle Estación de Miranda a estas amplias instalaciones, y esperamos que sean la última en muchos años.

## Escudo
Otra decisión importante es cuando Orón decidió por unanimidad de sus concejales y promoción de la Excma. Diputación de Burgos tener escudo y bandera propios y en base de un sello municipal ya existente, y después de un amplio estudio de mano de D. Javier Zubizarreta, se aprueban el definitivo boceto de ambos signos en sesión del Pleno de la Diputación Provincial, el 3-12-1998 quedando como sigue:
EL ESCUDO. "Partido: l de sinople un águila de su color natural, armada de gules y surrnontada de corona real abierta de oro. 20 en gules un alfange y una espada, ambas de oro, pasantes en aspa. Mantelado en punta de azur, un puente de dos arcos, sumado de espadaña todo de plata y mazonado de sable, sobre ondas de agua de plata y azur, con una trucha rígida, flotante acamada de gules y entre los arcos del puente.
Al timbre corona real cerrada"
LA BANDERA, queda de la siguiente forma: "Bandera castellana, flaquizada en alto de rojo y el resto de amarillo. En el centro un águila de su color armada de gules y corona abierta de oro en la punta del flanquizado."